# Weinzwirner

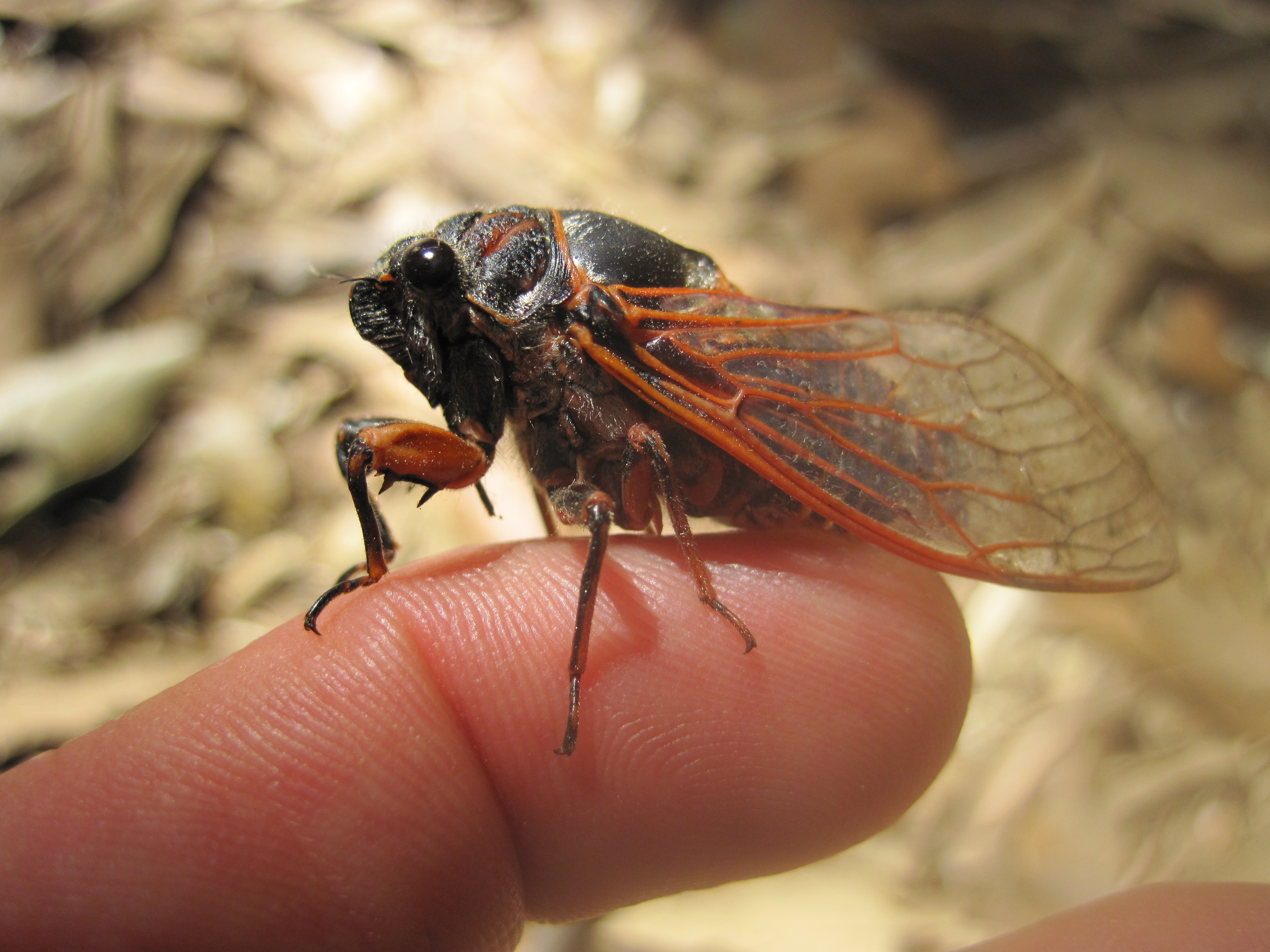
Ein Exemplar aus Italien

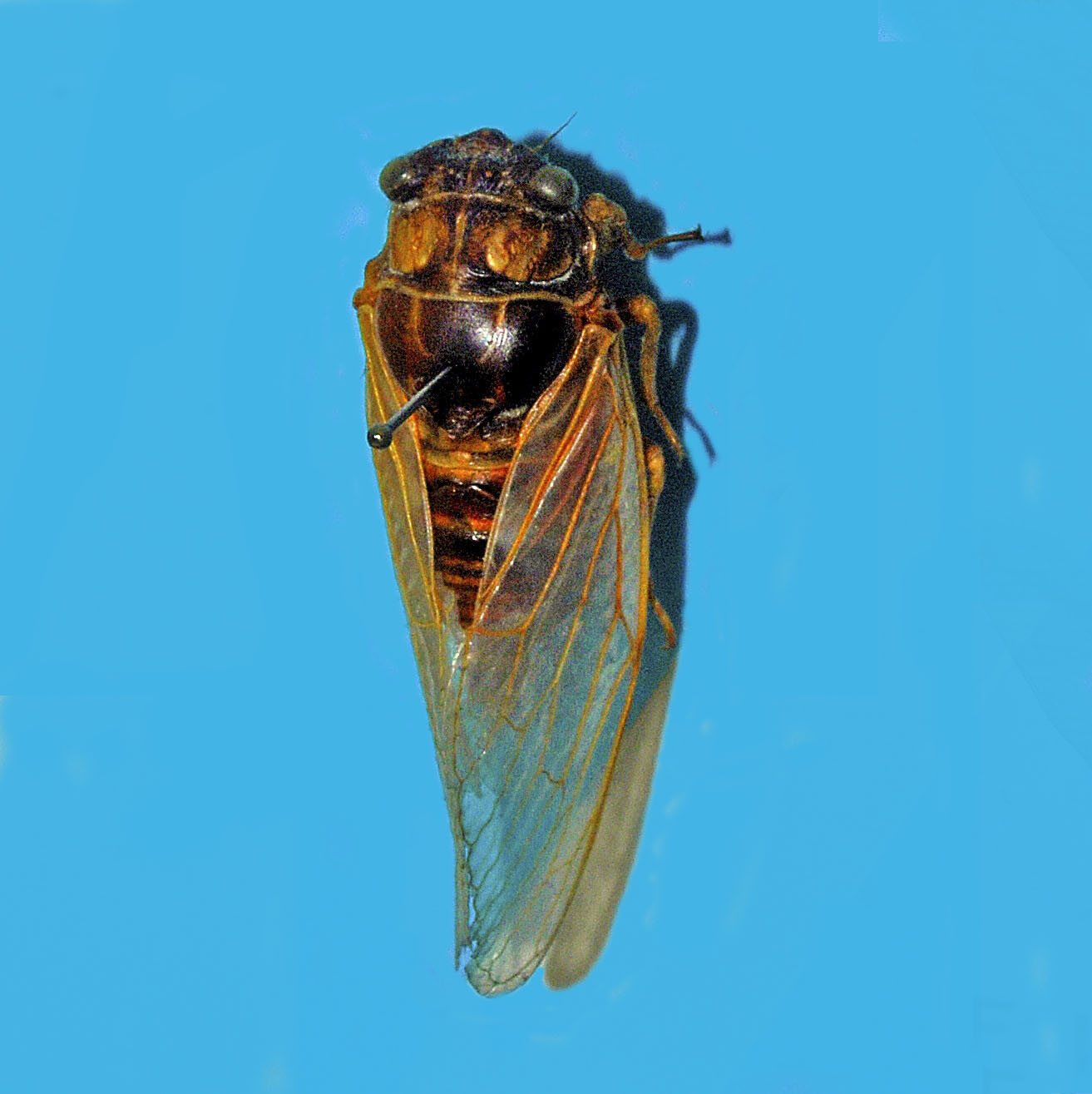
Ein präpariertes Museumsexemplar

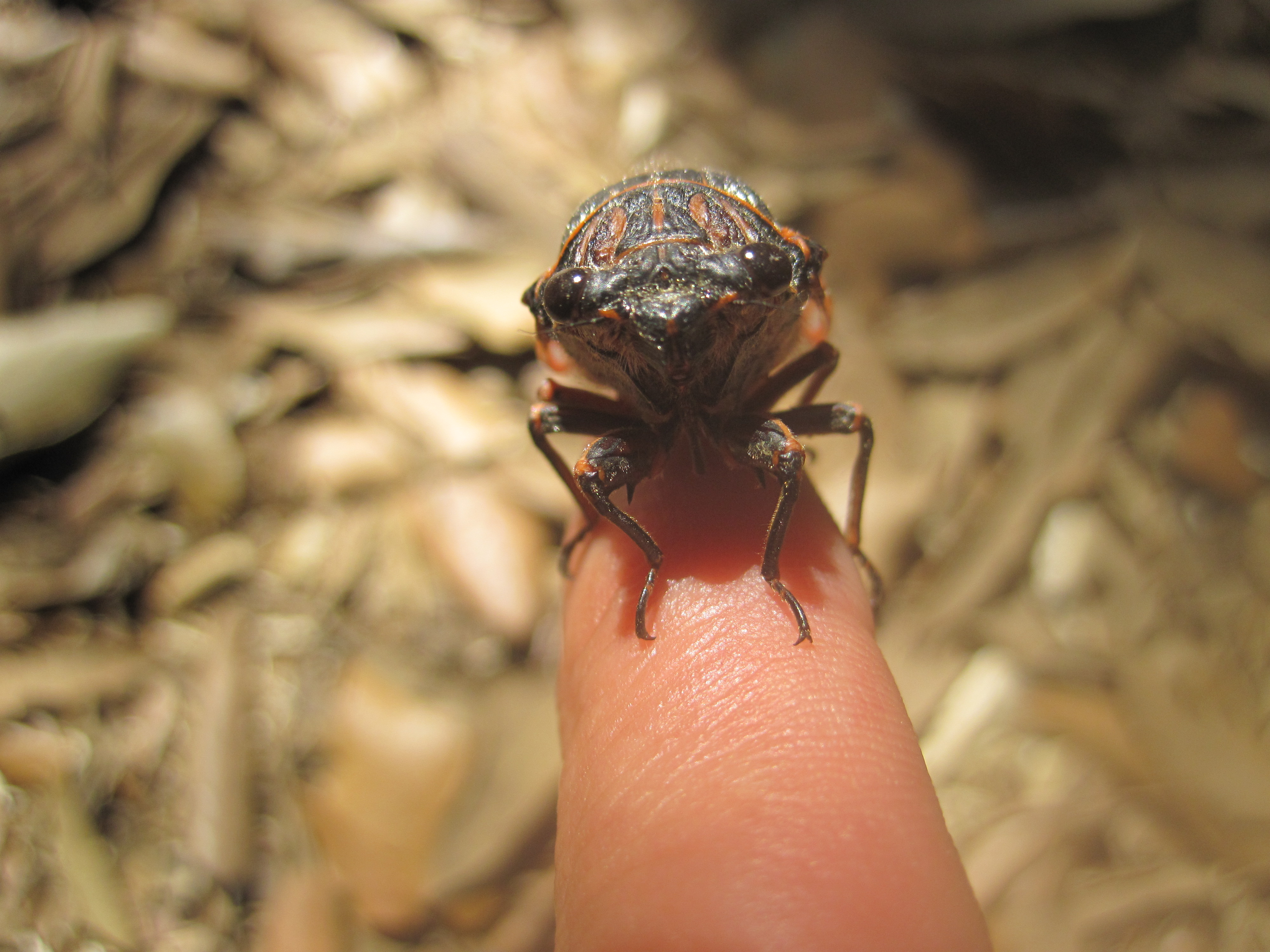
Ein Exemplar in Frontalansicht

Der Weinzwirner (Tibicina haematodes), auch Blutrote Singzikade, Lauer, Weinbergzikade oder Blutaderzikade genannt, ist eine Art der Singzikaden und in Süd- und Mitteleuropa verbreitet.

## Merkmale
Die reine Körperlänge der Art beträgt 26–38 mm, unter Einschluss der Flügel sind es 38–46 mm. Die Flügelspannweite beträgt 75–87 mm. Damit ist der Weinzwirner nach der Gemeinen Singzikade die größte Singzikade im deutschsprachigen Raum. Der Körper ist kontrastreich schwarz und gelblich-rötlich gefärbt, die Flügel sind transparent. Die Grundfarbe des Körpers ist schwarz bis schwarzbraun, manchmal mit grauen Anteilen. Der Rand der Tergite des Hinterleibs ist bei der Art orange bis weinrot gefärbt. Auch auf dem Prothorax finden sich rote oder orangefarbene Zeichnungen. Auf den Flügeln sind die Costalader und die Basis der übrigen Längsadern rot oder orange-ockerfarben, seltener grünlich gefärbt. Auch an den Beinen befinden sich rote bis orangefarbene Zeichnungen. An den Femora der Vorderbeine befinden sich zwei Dornen. An der Unterseite der ersten beiden Hinterleibssegmente (Abdominalsegmente) sitzt bei den Männchen zur Geräuscherzeugung ein besonderes Trommelorgan, das Tymbalorgan, bestehend aus einer paarigen Membran. Die erzeugten Töne sind durchdringend laut. Die Tymbalorgane sind bei Tibicina von oben gesehen frei und ihre Tymbaldeckel (Operculae) sehr klein und weit getrennt.
Die Art ist in Mitteleuropa von der Mannasingzikade Cicada orni an der roten Basis der Vorderflügel und den fehlenden schwarzen Punkten im Randbereich (Apikalteil) der Flügel leicht unterscheidbar. Die Cicadetta-Arten Mitteleuropas, z. B. die Bergsingzikade sind viel kleiner, immer kürzer als 22 Millimeter. Von der Gemeinen Singzikade (Tibicen plebejus oder Lyristes plebejus) unterscheidet das bei dieser Art von einem Deckel (Operculum) bedeckte Tymbalorgan, außerdem entspringen bei dieser die Längsadern Radius, Media und Cubitus nahe beieinander aus der Basalzelle im Vorderflügel, bei Tibicina der Cubitus abgesetzt in der Mitte der unteren Längsseite der Basalzelle. In Südeuropa und im südlichsten Mitteleuropa, schon im Tessin und Wallis, ist mit weiteren Arten der Gattung zu rechnen, die oft schwer voneinander unterscheidbar sind. Von den beiden anderen in der Schweiz vorkommenden Arten ist diese Art anhand von Färbungsmerkmalen unterscheidbar. Bei Tibicina steveni sind die Basaladern des Vorderflügels gelb gezeichnet, außerdem trägt das Mesonotum gelbe Flecken und das Pronotum ist hinten gelb. Bei Tibicina quadrisignata ist das Basalbereich der Flügel rot, aber mit schwarzen (nicht mit roten) Adern. Der Rand der Hinterleibstergite ist nur sehr schmal rot gerandet, dafür trägt der Mesothorax vier ockerrote, mondförmige Flecken.
Die Arten sind trotz des lauten Gesangs der Männchen nur schwer zu finden und zu orten. Der Gesang der verschiedenen Arten der Gattung Tibicina lässt sich am Sonagramm, aber nicht direkt durch Verhören unterscheiden. Der Gesang des Weinzwirners ist ein über meist 10–20 Sekunden lang anhaltender, sehr lauter Schwirrton, welcher mit „Stotterlauten“ eingeleitet wird.

## Verbreitung und Lebensraum
Die Art lebt in Südeuropa, im südlichen Mitteleuropa und östlich bis in den Kaukasus. In Europa lebt die Art von den Pyrenäen über Frankreich mit Ausnahme des Nordens über den Süden Deutschlands, die Schweiz, das Festland Italiens, Österreich und Tschechien bis nach Slowenien, Kroatien, die Slowakei, Ungarn, Serbien, Montenegro, den Kosovo, Albanien, Nordmakedonien, Griechenland, Bulgarien, Rumänien, die Republik Moldau, die Ukraine und das südliche Russland. In älterer Literatur wird auch von Vorkommen auf der Iberischen Halbinsel, Marokko, der Türkei und Transkaukasien bis in den Iran berichtet, dabei handelt es sich aber um nahe verwandte Arten und nicht den Weinzwirner selbst. In Deutschland kommt die Art nur an wenigen Stellen in Rheinland-Pfalz, Baden-Württemberg und Bayern vor, beispielsweise am Rhein, Main und Neckar. Auch in der Slowakei ist die Art nur stellenweise zu finden, z. B. bei Trenčín, in den Strážovské vrchy und bei Banská Bystrica. In Tschechien ist die Art nur aus dem Steinitzer Wald bekannt. In der Schweiz lebt die Art nur im Kanton Genf und in Österreich nur im Pannonikum. In Mitteleuropa ist sie somit weitestgehend auf die Weinbauregionen beschränkt und kommt nur sehr lokal vor.
Die wärmeliebende Art hält sich oft in xerothermen Hängen mit offenem Gehölzbestand, oft in Weinbergen (Name) oder auf Bäumen in trockenen offenen Wäldern, bevorzugt Eichenwäldern, auf. Die Adulti leben auf Laubgehölzen, häufig wird Schlehe genannt. In West- und Mitteleuropa lebt der Weinzwirner in Höhenlagen zwischen 100 und 500 m über NN. Im Kaukasus besiedelt er Höhenlagen zwischen 200 und 700 m. Im Mittelmeergebiet lebt die Art auch in immergrünen Hartlaubwäldern. Offene Felsbereiche werden gemieden.

## Lebensweise
Die Imagines finden sich von Juni bis September, in wärmeren Gebieten auch ab Mitte April. In Mitteleuropa werden sie meist im Juni oder Juli gefunden. Sie leben nur zwei bis drei Wochen und ernähren sich vom Xylemsaft verschiedener Pflanzen, auch von Weinreben. Die Männchen singen von exponierten Stellen wie Baumkronen oder Pflanzen aus an warmen, sonnigen Tagen mit Temperaturen von über 22° C, um Weibchen anzulocken. Vom Gesang werden auch andere Männchen angelockt, die dann bei hohen Populationsdichten in Aggregationen singen. Aggressionen treten zwischen den konkurrierenden Männchen nicht auf, eine Konkurrenz findet aber über die Gesangsmuster statt. Sobald Weibchen in der Nähe landen, ändert sich die Art des Gesangs zu einem Werbegesang. Zur Paarung umklammert das Männchen das Weibchen mit den Beinen. Die Kopulation kann bis zu 20 Minuten andauern. Die Eiablage erfolgt in junge Triebe von holzigen Pflanzen, wie Schlehdorn, Hainbuche, Weinrebe oder Waldkiefer. Mit dem sägeartigen Ovipositor wird dabei das Holz durchschnitten und in die 5–8 mm langen Risse bis zu 30 weißliche Eier abgelegt. Nach 1–3 Monaten schlüpfen die 1,5 mm langen Larven, fallen zu Boden und graben sich in die Erde ein. Hier leben sie in einer Tiefe von 40–150 cm mehrere Jahre unterirdisch an den Wurzeln von Bäumen. Die Entwicklungsdauer kann dabei mehr als drei Jahre dauern und ist vom regionalen Klima abhängig. Für die Adulthäutung verlassen sie im fünften und letzten Larvenstadium den Boden, wobei ein Loch von etwa 1,5 cm Durchmesser entsteht, und klettern an Baumstämmen, Pflanzenstängeln oder Pfosten hoch. In einer Höhe von etwa 30 cm findet dann der mehrstündige Prozess des Schlupfes und der Aushärtung statt. Die verlassenen Larvenhäute (Exuvien) sind glänzend braun gefärbt, 26–30 mm lang und haben eine typische Anordnung der Stacheln an den Tibien der Vorderbeine. Dadurch, dass die Larven sich von Wurzeln verschiedener Bäume ernähren, kommt es manchmal zu Schadwirkungen in Forstkulturen. In der Republik Moldau, Ukraine, Bulgarien und Türkei wurde von Schäden an Forstkulturen und Obstbäumen berichtet und in der Türkei kann die Art Schäden in Olivenhainen verursachen. Jedoch handelt es sich bei den Tieren in der Türkei vermutlich um eine nahe verwandte Art.

## Gefährdung
In Deutschland gibt es nur wenige Fundstellen der Art. Sie gilt als stark gefährdet ( RL 2) mit einem mäßigen Bestandsrückgang. In der Schweiz, in Österreich und in Tschechien gilt die Art als vom Aussterben bedroht . In Südeuropa ist sie dagegen häufiger und weit verbreitet.

## Taxonomie
Die Art wurde 1763 von Giovanni Antonio Scopoli unter dem Namen Cicada haematodes erstbeschrieben. Weitere Synonyme der Art lauten:
- Cicada haemalodes Champion, 1865
- Cicada haematoda Hagen, 1858
- Cicada haematode Boulard, 1984
- Cicada haematodis Germar, 1830
- Cicada haematoides Linnaeus, 1767
- Cicada helvola Germar, 1821
- Cicada hematodes Tigny, 1802
- Cicada hoematodes Giorna, 1791
- Cicada plebeja Germar, 1830
- Melampsalta montana Gomez-Menor, 1957
- Tettigonia cantans Fabricius, 1794
- Tettigonia haematodes (Scopoli, 1763)
- Tettigonia sanguinea Fabricius, 1803
- Tibicen haematodes
- Tibicen haematordes Moalla, Jardak & Ghorbel, 1992
- Tibicen sanguinea Amyot & Audinet-Serville, 1843
- Tibicien haematodes
- Tibicien haemotodes Boulard, 1965
- Tibicina haematedes Zamanian, Mehdipour & Ghaemi, 2008
- Tibicina haematodes P.Muller, 1969
- Tibicina plebeja Fritsch, 1880